# Chaetoceras biplagiata
Chaetoceras biplagiata är en fjärilsart som beskrevs av Walker 1866. Chaetoceras biplagiata ingår i släktet Chaetoceras och familjen Uraniidae. Inga underarter finns listade i Catalogue of Life.